# Riadh Sidaoui

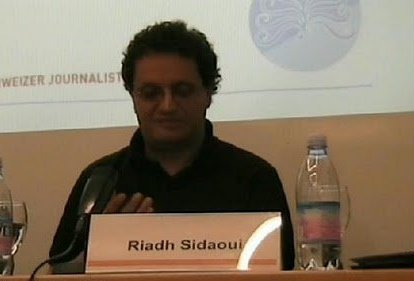
Riadh Sidaoui

Riadh Sidaoui (رياض الصيداوي) (nascido em 14 de maio de 1967) é um escritor e cientista político tunisiano de nacionalidade suíça.
Ele é diretor do Centre Arabe de Recherches et d'Analyses Politiques et Sociales (Caraps), com sede em Genebra, e editor-chefe do site de notícias Taqadoumiya desde 2010. Publicou artigos em jornais de Londres, como Al-Hayat e Al-Quds Al-Arabi.

## Pensamento

### Islâmicos
Sidaoui chama a atenção para a noção de que muitos islâmicos fanáticos são formados em ciências; na verdade, os ataques de 11 de setembro de 2001 foram cometidos por homens que haviam concluído estudos em ciências naturais. Ele explica: "Apesar da falta de um estudo abrangente sobre a origem ocupacional da liderança dos movimentos islâmicos no mundo árabe, podemos ver um domínio quase total das carreiras científicas. Parece que o número de engenheiros, médicos, físicos, etc., agindo em nome do Islã, é considerável. Esta tese é confirmada pelo sucesso dos islamistas nas eleições de conselhos científicos nas faculdades de ciências. Este mesmo sucesso é difícil, se não impossível, nas faculdades de Humanidades e Sociais Ciências".
Após a queda dos ditadores árabes na Primavera Árabe, Sidaoui disse que os primeiros vencedores das revoluções são os islamistas pela sua capacidade de mobilização e organização. Além disso, ele observou que os islâmicos têm o apoio esmagador dos países árabes do Golfo Pérsico, os petrodólares, mas também os Estados Unidos, que aceitam um Islã moderado no mundo árabe (como na Turquia). 

### Wahhabismo saudita
Segundo Riadh Sidaoui, o uso habitual do termo wahabismo é cientificamente falso, devendo ser substituído pelo conceito de wahabismo saudita, doutrina islâmica que se baseia na aliança histórica entre o poder político e financeiro representado por Ibn Saud e a autoridade religiosa representada por Abdul Al-Wahhab. A doutrina continua a existir até hoje graças a essa aliança, ao financiamento de vários canais religiosos e à formação de vários xeques.
Sidaoui pensa que os fundamentos políticos do Islã estão na mente da monarquia democrática republicana e não-wahabita. Para ele, o wahabismo saudita é uma ameaça ao Islã, aos muçulmanos e a toda a humanidade.

## Publicações

### Em inglês
- "The Inner Weakness of Arab Media", in Natascha Fioretti et Marcello Foa, Islam and the Western World: the Role of the Media, éd. European Journalism Observatory, Lugano, 2008 ;
- "Islamic Politics and the Military: Algeria 1962–2008", in Jan-Erik Lane et Hamadi Redissi, Religion and Politics: Islam and Muslim Civilisation, éd. Ashgate Publishing, Farnham, 2009, p. 225–247. ISBN 0-7546-7418-5.

### Em árabe
- Hiwarat nassiriyya (حوارات ناصرية) éd. Arabesques, Tunis, 1992 (rééd. Centre arabe de recherches et d'analyses, Beyrouth, 2003). ISBN 9973-763-00-9 ;
- Heikel aw al milaf asirri il dhakira al arabiyya (هيكل أو الملف السري للذاكرة العربية), Tunis, 1993 (rééd. Le Caire, 2000 et Beyrouth, 2003). ISBN 9973-17-315-5 ;
- Siraat annourab assiyasiyya wal askariyya fil jazair : al hizb, al jaych, al dawla (صراعات النخب السياسية والعسكرية في الجزائر: الحزب،) (الجيش، الدولة, éd. Arab Institute for Research and Publishing, Beyrouth, 2000 ;
- Jean Ziegler yatahadath ila al Arab (جان زجلر يتحدث إلى العرب), éd. Centre arabe de recherches et d'analyses, Beyrouth, 2003 ;
- Maarek Abd Ennacer (معارك عبد الناصر), éd. Centre arabe de recherches et d'analyses, Beyrouth, 2003 ;

### Em francês
- L'islamisme en Algérie: une révolution en marche ?, éd. Université de Genève, Genève, 1998;[11]
- FIS, armée, GIA : vainqueurs et vaincus, éd. Publisud, Paris, 2002;[12]
- L'Armée algérienne 1954/1994: Mutations internes, éd. Centre arabe de recherches et d'analyses, Paris, 2003.